# 윤지혜 (배우)
윤지혜(尹智慧, 1979년 11월 10일 ~ )는 대한민국의 배우이다. 1998년 영화 《여고괴담》에서 최강희, 박진희 등과 함께 출연하며 첫 데뷔하였고, 그 후 2014년 영화 《군도》에서 남자 배우들 15명 속에서 군도 패거리 홍일점으로 출연하였으며, 2016년 영화 《아수라》에서 남자 배우들 틈에서 검찰 수사관 역할로 열연했다.
- 서울예술대학 공연학부 연극과

## 필모그래피

### 영화
- 1998년 《여고괴담》김정숙 역
- 2000년 《청춘》정하라 역
- 2000년 《물고기자리》희수 역
- 2003년 《봄날의 곰을 좋아하세요?》박미란 역
- 2005년 《가능한 변화들》윤정 역
- 2005년 《강력3반》김태희 역
- 2006년 《예의없는 것들》그녀 역
- 2010년 《채식주의자》혜경 역
- 2014년 《군도: 민란의 시대》마향 역
- 2016년 《아수라》차승미 역
- 2019년 《호흡》정주 역
- 2022년 《뜨거운 피》인숙 역
- 2023년 《패스트 라이브즈》노라의 어머니 역
- 2025년 《소주전쟁》전미라 역

### 드라마
- 1999년 KBS2 납량특집드라마 《전설의 고향》〈신조〉 ... 무사 역
- 2004년 MBC 미니시리즈 《아일랜드》 ... 고양숙 역
- 2007년 MBC 미니시리즈 《케 세라 세라》 ... 차혜린 역
- 2011년 MBC 8.15특집극 《절정》 ... 노윤희 역
- 2011년 ~ 2012년 OCN 금요드라마 《특수사건 전담반 TEN》 - 서유림 역
- 2012년 SBS 드라마스페셜 《유령》 ... 구연주 역
- 2013년 OCN 일요드라마 《특수사건 전담반 TEN 2》 - 서유림 역
- 2015년 SBS 미니시리즈 《상류사회》 - 장예원 역
- 2016년 SBS 월화드라마 《대박》 - 홍매 역
- 2016년 tvN 불금불토스페셜 《안투라지》 - 윤세나 역
- 2018년 KBS2 월화드라마 《우리가 만난 기적》 - 곽효주 역
- 2018년 MBC 수목드라마 《이리와 안아줘》 - 한지호 역
- 2019년 MBC 주말특별기획 《이몽》 - 에스더 역
- 2019년 JTBC 월화드라마 《바람이 분다》 - 백수아 역
- 2021년 tvN 월화드라마 《나빌레라》 - 은소리 역
- 2021년 넷플릭스 웹드라마 《무브 투 헤븐: 나는 유품정리사입니다》 - 이주영 역 (특별출연)
- 2022년 KBS2 수목드라마 《징크스의 연인》 - 미수 역
- 2024년 JTBC 토일드라마 《옥씨부인전》 - 김 씨 부인 역
- 2025년 tvN 월화드라마 《원경》 - 밤골 김 씨 역

### 뮤직 비디오
- 타샤니 〈참을 수 없어〉
- 윤종신 〈애니〉

## 광고
- 라네즈 리프팅 업 에센스 - 탄력있는 피부 편 (1998)
- 리바이스 가을 새 (1999)
- 삼성카드
- SK텔레텍 스카이 테크노메탈 IM-1000 (1999)
- 한국존슨앤드존슨 뉴트로지나바디에멀젼 (2004)

## 수상 및 후보
| 연도 | 시상식                     | 부문       | 작품              | 비고 |
| ---- | -------------------------- | ---------- | ----------------- | ---- |
| 1998 | 제19회 청룡영화상          | 여우조연상 | 여고괴담          | 후보 |
| 2000 | 제21회 청룡영화상          | 여우조연상 | 청춘              | 후보 |
| 2006 | 제27회 청룡영화상          | 여우조연상 | 예의없는 것들     | 후보 |
| 2014 | 제23회 부일영화상          | 여우조연상 | 군도: 민란의 시대 | 후보 |
| 2014 | 제51회 대종상              | 여우조연상 | 군도: 민란의 시대 | 후보 |
| 2014 | 제1회 한국영화제작가협회상 | 여우조연상 | 군도: 민란의 시대 | 수상 |